# Natalia Rodríguez

Natalia Rodríguez Martínez (née le 2 juin 1979 à Tarragone) est une athlète espagnole spécialiste du demi-fond.

## Biographie
Son meilleur résultat aux Jeux olympiques est une 6e place en 2008 à Pékin sur sa distance de prédilection, le 1 500 mètres.
Natalia Rodríguez connaît une année 2009 mouvementée. Lors de l'édition inaugurale des championnats d'Europe par équipes, elle est disqualifiée à l'issue de l'arrivée du 3 000 m qu'elle avait franchie en tête. En effet, d'après le nouveau règlement elle aurait dû abandonner la course pour avoir figuré en dernière position à 5 tours de la fin,. Aux Championnats du monde de Berlin, elle est à nouveau disqualifiée pour avoir fait chuter l’Éthiopienne Gelete Burka dans les derniers 200 m et finir ainsi en tête de la course.
Enfin son titre de vice-championne d'Europe en salle du 1 500 m obtenu en mars de la même année se transforme en 2014 en victoire, à la suite de la disqualification de la Russe Anna Alminova.
Elle obtient ses meilleurs résultats en 2010 et 2011, décrochant deux podiums au niveau mondial et un au niveau européen.
Natalia Rodríguez annonce qu'elle met un terme à sa carrière sportive le 31 mars 2015.

### Palmarès
| Année | Compétition                       | Lieu      | Place | Temps         |
| ----- | --------------------------------- | --------- | ----- | ------------- |
| 1998  | Championnats du monde juniors     | Annecy    | 6e    | 4 min 16 s 20 |
| 2001  | Championnats d'Europe espoirs     | Amsterdam | 2e    | 4 min 11 s 20 |
| 2001  | Championnats du monde             | Edmonton  | 6e    | 4 min 07 s 10 |
| 2002  | Championnats d'Europe             | Munich    | 6e    | 4 min 06 s 15 |
| 2003  | Coupe d'Europe des nations        | Florence  | 1re   | 4 min 07 s 18 |
| 2004  | Jeux olympiques                   | Athènes   | 10e   | 4 min 03 s 01 |
| 2005  | Championnats du monde             | Helsinki  | 6e    | 4 min 03 s 06 |
| 2008  | Jeux olympiques                   | Pékin     | 6e    | 4 min 03 s 19 |
| 2009  | Championnats d'Europe en salle    | Turin     | 1e    | 4 min 08 s 72 |
| 2010  | Championnats du monde en salle    | Doha      | 2e    | 4 min 08 s 13 |
| 2010  | Championnats d'Europe             | Barcelone | 3e    | 4 min 01 s 30 |
| 2011  | Championnats d'Europe par équipes | Stockholm | 3e    | 8 min 55 s 09 |
| 2011  | Championnats du monde             | Daegu     | 3e    | 4 min 05 s 87 |

#### National
- 10 titres au 1 500 m (2000-2005, 2009, 2010, 2012, 2013) et 4 en salle (2004, 2009, 2010, 2013)[6].

### Records
| Épreuve | Performance   | Lieu    | Date             |
| ------- | ------------- | ------- | ---------------- |
| 800 m   | 2 min 01 s 35 | Séville | 8 juin 2001      |
| 1 500 m | 3 min 59 s 51 | Rieti   | 28 août 2005     |
| Mile    | 4 min 21 s 92 | Rieti   | 7 septembre 2008 |
| 3 000 m | 8 min 35 s 86 | Huelva  | 10 juin 2009     |